# 다섯 개의 오렌지 씨앗
《다섯 개의 오렌지 씨앗》(The Five Orange Pips)은 아서 코넌 도일의 56개 셜록 홈즈 단편 소설 중 하나이며, 단편집 《셜록 홈즈의 모험》의 다섯 번째 작품이다.
이 작품은 1891년 스트랜드 잡지(Strand Magazine)에 발표되었다. 코넌 도일은 이 작품을 셜록 홈즈자신이 좋아하는 홈즈 소설 12편 중 일곱 번째로 꼽았다.

## 줄거리

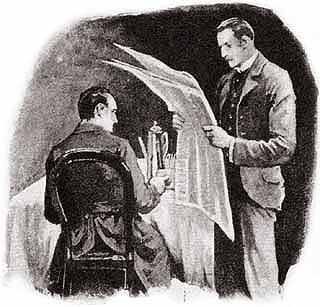
왓슨이 홈즈에게 불행한 기사를 읽어주고 있다.

서섹스에 사는 젊은 신사 존 오펜쇼의 기묘한 이야기이다. 1869년 그의 백부인 일라이어스 오펜쇼는 미국 플로리다에서 수 년 동안 농장을 경영하고, 남북전쟁시 남부군의 대령까지 승진했으며 서섹주 서쪽 호샴에 거주하기 위해 영국으로 귀국했다.
독신자인 일라이어스는 그의 조카(존 오펜쇼)를 자신의 집에서 지내도록 했는데 몇 가지 이상한 점이 있었다. 먼저, 존은 저택의 어느 곳이든 마음대로 갈 수 있었지만 백부의 트렁크가 있는 방만은 잠겨있어 갈 수가 없었다. 또 하나 이상했던 일은 1883년 3월 백부에게 배달된 인도 퐁디셰리 소인이 찍혀있던 편지에 "K.K.K"란 글자와 다섯 개의 오렌지 씨앗이 들어 있었던 것이다.
하지만 더욱 이상한 일은 백부는 잠겨진 방의 서류를 불태우고, 자신의 재산을 존 오펜쇼에게 남긴다는 유언장을 작성한 것이다. 대령의 행동은 점점 더 이상해져 자기 방문을 잠그고 술을 마시거나, 술에 취한 채 손에 권총을 들고 발작을 하곤 했다. 1883년 5월 2일 그는 정원의 연못가에서 시체로 발견되었다.

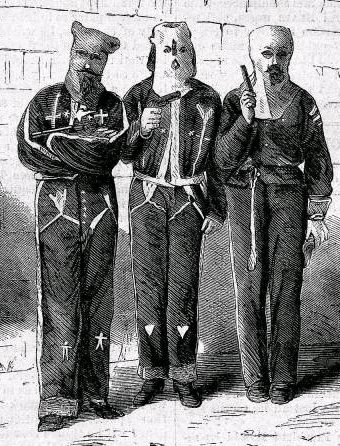
1871년 9월 세 명의 K.K.K단원이 미시시피 티쇼밍고에서 일가족 살해 미수 혐의로 체포되었다.

1885년 1월 4일, 일라이어스의 동생인 조지프은 "K.K.K"라는 약자와 서류를 해시계 위에 올려놓으라는 지시가 적힌 편지를 받는다. 그 편지는 던디 소인이 찍혀 있었다. 존의 재촉에도 불구하고 조지프은 경찰 부르기를 거부했다. 3일 후, 조지프 오펜쇼는 백악갱에서 시체로 발견되었다. 존 오펜쇼가 홈즈에게 줄 수 있는 유일한 단서는 백부의 1869년 3월 일기의 한 페이지로 그 내용은 오렌지 씨앗이 세 명에게 배달되어 두 명은 도망가고, 한 명은 ”방문”을 했다는 내용이었다.
홈즈는 오펜쇼에게 백부의 서류는 모두 불타고 일기 한 페이지만 남았다는 쪽지와 함께 그 일기를 정원의 해시계 위에 올려놓으라고 충고한다. 오펜쇼가 떠난 후, 홈즈는 편지의 발송과 일라이어스와 조지프의 죽음 간의 시간 차이를 분석해 편지를 보낸 사람이 배를 타고 있다는 것을 알아낸다.
또한 홈즈는 "K.K.K"는 쿠 클럭스 클랜(Ku Klux Klan)의 약자이며, 남부의 비밀 단체였는데 1869년 3월 갑자기 해체되었고 이러한 해체는 대령이 서류를 가지고 영국으로 건너온 결과라는걸 추리해냈다.
다음 날 사고사로 보이는 오펜쇼의 시체가 템즈강에서 발견되었다고 신문기사에 실렸다. 홈즈는 1883년 1월과 2월 사이에 퐁디셰리와 1885년 1월 던디에서 동시에 출항기록이 있는 배를 조사하고 '론 스타'(The Lone Star)라는 조지아의 범선을 발견한다. 게다가 론 스타호가 일주일전 런던에 정박했다는 사실도 확인한다.
홈즈는 다섯 개의 오렌지 씨앗을 론 스타호의 선장에게 보내고, 사바나항의 경찰에게는 론 스타의 선장과 두 명이 살인 혐의로 수배중이라는 전문을 보냈다. 하지만 론 스타호는 사바나항에 들어오지 못한다. 그 해에 심한 강풍이 계속 있었고, 론 스타호의 유일한 흔적은 "L.S"라는 글자가 새겨진 선미 조각이 북대서양에서 발견되었다는 소식뿐이었다.